# هارفي ساند
هارفي ساند (بالإنجليزية: Harvey Sand)‏ هو سياسي أمريكي، ولد في 20 يناير 1927 في داكوتا الشمالية في الولايات المتحدة. حزبياً، نشط في الحزب الجمهوري. وقد انتخب عضو مجلس ولاية داكوتا الشمالية.